# Borisz Abramovics Berezovszkij
Borisz Abramovics Berezovszkij (oroszul: Бори́с Абра́мович Березо́вский; Moszkva, 1946. január 23. – Ascot, Egyesült Királyság, 2013. március 23.) orosz-zsidó üzletember, matematikus, az Orosz Tudományos Akadémia tagja, politikai menekült Oroszországból, brit védelem alatt. Az orosz oligarcha Borisz Nyikolajevics Jelcin elnöksége alatt került a média figyelmének középpontjába az 1990-es években. Nem azonos a hasonló nevű Borisz Abramoviccsal, aki az AirBridge Zrt. egyik tulajdonosaként érintett volt a Malév Zrt. privatizációjában.